# المجلس العسكري الأعلى
المجلس العسكري الأعلى ويُعرف أيضا باسم القيادة العسكرية العليا هي أعلى القيادات العسكرية في الجيش السوري الحر. تأسَّس المجلس في وقت متأخر من عام 2012 وبقي قائما حتى منتصف عام 2014. كان يرأس المجلس العميد عبد الكريم الأحمد. أُعلن عن إنشاء المنظمة في 7 كانون الأول/ديسمبر 2012 بدعم من قوى غربية وعربية كوسيلة لتمويل وتسليح الثوار السوريين.
يُؤيد المجلس العسكري الأعلى في الجيش الحر المجلس الوطني السوري. كما يُقر بأن الائتلاف الوطني لقوى الثورة والمعارضة السورية هو «السلطة المدنية» للمعارضة السورية.

## التاريخ
في 7 كانون الأول/ديسمبر من عام 2012، وافق 260 من قادة الثوار في جميع أنحاء سوريا على قيادة موحدة للجيش السوري الحر. انتخب المشاركون 30 عضوا من المجلس العسكري الأعلى فثم اختيار العميد سليم إدريس كرئيس لهيئة الأركان. في الحقيقة تم إنشاء المجلس تم بدعم من قوى غربية والعديد من الدول العربية كوسيلة لتمويل وتسليح المجموعات الثورية.
في 11 تموز/يوليو من عام 2013، أصبح كامل الحمامي قائد المجلس العسكري الأعلى في الجبهة الغربية، لكنه قُتل على أيدي أفراد الدولة الإسلامية في العراق والشام بعدما ذهب لعقد لقاء مع بعضهم في محافظة اللاذقية. جذير بالذكر أن داعش كان قد هدد بقتل جميع أعضاء المجلس العسكري الأعلى.
في 16 شباط/فبراير 2014، أُعلن عن استبدال إدريس كقائد المجلس العسكري الأعلى بالعقيد عبد الإله البشير رئيس هيئة الرقابة المالية في المجلس العسكري. وبعد 4 أشهر من تاريخ تعيينه وتحديدا في 26 حزيران/يونيو 2014، أُقيل عبد الله البشير من منصبه من قبل المجلس الوطني السوري والائتلاف الوطني السوري وأصدر أحمد طعمة بيانا رسميا ذكر فيه أنه «تم حل المجلس العسكري الأعلى».
في 25 أيلول/سبتمبر 2014 ووفقا لسي إن إن فإن المجلس العسكري الأعلى قد تحالف مع المجلس العسكري السرياني للقتال ضد الحكومة السورية وحلفائها (روسيا والميليشيات الشيعية الطائفية التابعة لإيران) والدولة الإسلامية في العراق والشام.